# Aridelus nigrithorax
Aridelus nigrithorax är en stekelart som beskrevs av Muesebeck 1936. Aridelus nigrithorax ingår i släktet Aridelus och familjen bracksteklar. Inga underarter finns listade.